# Warnhinweis
Ein Warnhinweis stellt eine sicherheitsbezogene Information dar, die Nutzer von Produkten vor Gefährdungen warnt und anleitet, wie diese zu vermeiden sind. Er dient dazu, Personen und auch andere Lebewesen oder die Umwelt vor Schäden zu bewahren.

## Definition
Nach EN 82079-1 sind Warnhinweise nicht mit Sicherheitshinweisen zu verwechseln, obwohl beide den gleichen Aufbau und die gleiche Gestaltung haben. Warnhinweise sind auf der Verpackung des Produktes aufgedruckt – dann heißen sie Produktsicherheitslabel – und in der Anleitung zum Produkt genannt. Sicherheits- und Warnhinweise müssen genormte Sicherheitskennzeichen enthalten.

„Warnhinweise müssen mindestens die möglichen Gefährdungen prägnant nennen und, falls anwendbar, ihre Ursachen, wie die Gefährdungen zu vermeiden sind und die möglichen Konsequenzen, wenn die Gefährdungen nicht vermieden werden können. Jeder Warnhinweis muss entweder vor dem ersten Schritt gesetzt oder direkt vor dem relevanten Schritt einer Schritt-für-Schritt-Anleitung eingebunden werden. Wenn die Information zu den Konsequenzen der Gefährdungen oder zu Maßnahmen zu deren Vermeidung von der Zielgruppe ohne weiteres verstanden wird, darf diese Information im Warnhinweis selbst ausgelassen werden.
Warnhinweise zur Vermeidung von Gefährdungen müssen prägnant sein. Ausführliche Sicherheitsverfahren sollten, sofern anwendbar, an anderer Stelle in der Nutzungsinformation dargestellt werden.“

## Allgemeines
In der schriftlichen Kommunikation, beispielsweise in Gebrauchsanleitungen, werden die Signalwörter ‚Gefahr‘ ‚Warnung‘ und ‚Vorsicht‘ eingesetzt, um die Aufmerksamkeit des Lesers auf eine bestimmte Textstelle zu lenken. Die Norm für das Erstellen von Gebrauchsanleitungen EN 82079-1 verweist bezüglich der Definition von Signalwörtern, auf die ISO 3864-1. Warnhinweise sind gesetzlich vorgeschrieben. Sie dienen dazu, die Produkthaftung des Herstellers zu minimieren und werden im Regelfall auf Basis einer vorhergehenden Risikoanalyse erstellt. Sind Warnhinweise nicht richtig erstellt, kann bei Eintritt der Gefährdung ein Bußgeld verhängt werden. Ein bekanntes Urteil für einen fehlerhaften Warnhinweis ist das Milupa-Urteil.

## Vorangestellte Warnhinweise
Warnhinweise in Gebrauchsanleitungen werden in vorangestellte und integrierte Warnhinweise unterschieden. Vorangestellte Warnhinweise gelten für mehrere Arbeitsschritte aus der Gebrauchsanleitung. Meist sind dies Warnhinweise vor Handlungssequenzen. In der ANSI Z535.6 heißen diese ‚Section safety messages‘.

## Integrierte Warnhinweise
Integrierte Warnhinweise gelten nur für den Arbeitsschritt, der auf den Warnhinweis folgt. Dies ist dann ein Warnhinweis in einer Handlungssequenz. In der ANSI Z535.6 heißen diese ‚Embedded safety messages‘.

## SAFE-Methode
Die SAFE-Methode ist ein Verfahren zur systematischen Gestaltung von Warnhinweisen. Die Schwere der Gefahr sowie Quelle der Gefahr ergeben sich aus der oben genannten Risikoanalyse. Das Akronym SAFE steht für:
- Schwere der Gefahr (Signalwort)
- Art und Quelle der Gefahr
- Folgen bei Missachtung der Gefahr
- Entkommen (Maßnahmen zur Abwehr der Gefahr)

## Signalwörter (gemäß EN 82079 und ANSI Z535)
Die Signalwörter geben Rückschluss auf die Schwere und die Eintrittswahrscheinlichkeit der Gefährdungen:
Personenschäden:
- GEFAHR bezeichnet eine unmittelbar drohende Gefahr. Wenn sie nicht gemieden wird, sind Tod oder schwerste Verletzungen die Folge.
- WARNUNG bezeichnet eine möglicherweise drohende Gefahr. Wenn sie nicht gemieden wird, können Tod oder schwerste Verletzungen die Folge sein.
- VORSICHT bezeichnet eine möglicherweise drohende Gefahr. Wenn sie nicht gemieden wird, können leichte oder geringfügige Verletzungen die Folge sein.

Produkt-/Maschinen-/Anlagenschäden (nur ANSI Z535):
- HINWEIS bezeichnet eine möglicherweise schädliche Situation. Wenn sie nicht gemieden wird, kann die Anlage oder etwas in ihrer Umgebung beschädigt werden.

## Beispiel für einen Warnhinweis
| Warnung                                   | Signalwort und Warnzeichen nach Schwere der Gefahr |
| Öl ist giftig                             | Art und Quelle der Gefahr                          |
| Öl kann durch die Haut aufgenommen werden | Folgen der Gefahr                                  |
| Hautkontakt mit Öl vermeiden              | Entkommen                                          |

## Normen
Zur Gestaltung von Warnhinweisen müssen Normen herangezogen werden:
- EN 82079-1
- ANSI Z535
- DIN 4844-1 (nimmt auf ISO 3864-1 Bezug)
- ISO 3864-1
- EN ISO 20607:2019 (harmonisiert zur Richtlinie 2006/42/EG)